# Lista de membros da Royal Society eleitos em 1815
Membros da Royal Society eleitos em 1815.

## Fellows of the Royal Society (FRS)
1. Thomas Allan (1777-1833)
2. Henry Benjamin Hanbury Beaufoy (1786-1851)
3. Barrington Pope Blachford (-1816)
4. Peter Patten Bold (-1819)
5. Phineas Bond (1748-1815)
6. David Brewster (1781-1868)
7. Thomas William Carr (-1829)
8. James Cocks (1774)
9. James Dawkins (1760)
10. William Francis Eliott (1792-1864)
11. William Henry Fitton (1780-1861)
12. Thomas Grey (-1846)
13. John Haighton (1755-1823)
14. William Harrison
15. George Harry Fleetwood Hartopp (1785-1824)
16. Christopher Hawkins (1758-1829)
17. Henry Holland (1788-1873)
18. James Ivory (1765-1842)
19. William Martin Leake (1777-1860)
20. Charles Mackenzie (1788–1862)
21. George Steuart Mackenzie (1780-1848)
22. George D'Oyly (1778-1846)
23. Thomas Lister Parker (1779-1858)
24. Roger Pettiward (1815-1832)
25. John Delafield Phelps (1765-1843)
26. John Rickman (1771-1840)
27. Peter Mark Roget (1779-1869)
28. Benjamin Travers (1783-1858)
29. Samuel Turner
30. John William Ward (1781-1833)
31. George Warrender (1782-1849)
32. John Whishaw (1765-1840)

## Foreign Members of the Royal Society (ForMemRS)
1. Jean-Baptiste Biot (1774-1862)
2. Joseph Louis Gay-Lussac (1778-1850)
3. Alexander von Humboldt (1769-1859)